# 北安森 (緬因州)
北安森（英語：North Anson）是位於美國緬因州薩默塞特縣的一個普查規定居民點。

## 地理
北安森所處的海拔為高於海平面86米（即282英呎），而該地所採用的時區為UTC-5，即北美东部時區（EST）。同時該地設有夏令時間，為UTC-5調快一小時，即UTC-4（EDT）。